# El retorn dels mosqueters
El retorn dels mosqueters (títol original: The Return of the Musketeers) és una pel·lícula anglo-franco-espanyola de Richard Lester estrenat l'any 1989. Lliurement adaptat de la novel·la d'Alexandre Dumas Vint anys després, es tracta de l'últim lliurament d'un tríptic començat l'any 1973 amb Els tres Mosqueters i Els quatre mosqueters el 1974. Aquesta pel·lícula ha estat doblada al català.

## Argument
A París, el 1649, la Fronde conspira contra el Cardenal Mazarin, primer ministre de la regenta Anna d'Àustria. Mazarin demana a D'Artagnan reunir per la seva causa els tres mosqueters Athos, Porthos i Aramis. Porthos, que s'ha quedat vidu, està encantat de retrobar-se amb les aventures.

## Repartiment
- Michael York: D'Artagnan
- Oliver Reed: Athos
- Frank Finlay: Porthos
- Richard Chamberlain: Aramis
- Kim Cattrall: Justine de Winter, la filla de Milady
- C. Thomas Howell: Raoul, vescomte de Bragelonne, el fill d'Athos
- Philippe Noiret: El cardenal de Mazarin
- David Birkin: El rei Lluís XIV de França
- Geraldine Chaplin: La reina Anna d'Espanya
- Christopher Lee: El comte de Rochefort
- Roy Kinnear: Planchet
- Jean-Pierre Cassel: Cyrano de Bergerac
- Eusebio Lázaro: El duc de Beaufort
- Alan Howard: Cromwell
- Bill Paterson: El rei Carles I d'Anglaterra i d'Escòcia

## Al voltant del film
- El personatge de Mordaunt, el fill de Milady a la novel·la, és aquí reemplaçat per una noia anomenada Justine i interpretada per Kim Cattrall.[3]
- Roy Kinnear (Planchet) va morir durant el rodatge a causa d'una caiguda de cavall. Deprimit, Richard Lester va decidir jubilar-se.[3]
- Encara que parlen molt bé l'anglès, Jean-Pierre Cassel i Philippe Noiret van ser doblats en versió original per actors britànics.